# Nova Fátima (Parana)
Nova Fátima – miasto i gmina w Brazylii, w stanie Parana. Znajduje się w mezoregionie Norte Pioneiro Paranaense i mikroregionie Cornélio Procópio.